# Гора (заказник)
Гора — ландшафтний заказник місцевого значення в Україні. Розташований на території Доманівського району Миколаївської області, у межах Мостівської сільської ради.
Площа — 239 га. Статус надано згідно з рішенням Миколаївської обласної ради від № 20 від 18.03.1994 року задля охорони флористичних комплексів.
Заказник розташований на схилі правого берегу річки Чичиклія на захід від села Мостове.
Заповідний об'єкт поєднує ділянки степів на вапнякових схилах та протиерозійних насаджень дубу, білої акації, сосни кримської.